# Stećak
Stećak (sinonimi: bilig, kâm, mramor, zlamen, kuća, poznati i kao mramorje, mašeti, grčko groblje, kaursko groblje i divovsko kamenje) je vrsta kamenog srednjovjekovnog nadgrobnog spomenika. Naziv mu potječe od prezenta participa glagola »stajati«, tj. »stojeći«. Bilizi su nastali u srednjem vijeku i oslikavaju tadašnji život, a većinom se nalaze u Bosni i Hercegovini, ali ima ih i u jugoistočnoj Hrvatskoj, jugozapadnoj Srbiji i sjeverozapadnoj Crnoj Gori.

## Podrijetlo
U suvremenoj događajnici stećci su tretirani kao siva zona, mjesto neodređenosti, jer su bile duge rasprave jesu li to spomenici kršćanskih heretika, bogumila, ili su to poganske, plemenske nekropole na tlu pokrštenih naroda. Među prvim teorijama odbačenih od struke jest teza o bogumilima. 
Razlog je taj što stećaka nema u svim područjima u kojima su djelovali bogumili (u Bugarskoj, Makedoniji ili kod francuskih katara). Osim toga, bogumilstvo se ugasilo prije 15. stoljeća., dok ovakvi spomenici traju do 16. stoljeća. Dakle, ne ulazeći u problematiku crkvene organizacije u srednjovjekovnoj Vrhbosni i Humu te pojavu različitih hereza na jadranskoj obali i njenom dubokom zaleđu, niti je u Bosni, Humu (Hercegovini) i Dalmaciji bilo bogumila niti su oni bogumilski. 
Teza o bogumilstvu u srednjovjekovnoj Bosni i Humu proizvod je povijesne znanosti 19. stoljeća (Božidar Petranović, Franjo Rački...) koja se nastavlja i tijekom 20. stoljeća (Aleksandar Solovjev, Dominik Mandić...). Služeći se takvim tezama pojedini autori (Arthur Evans, Aleksandar Solovjev, Miroslav Krleža) pokušali su stećke, računajući na njihovu zemljopisnu jedinstvenost, objasniti tobožnjim bogumilima koji su utočište nalazili po prostranoj i planinskoj unutrašnjosti Balkana.
Bilo je pokušaja da se kod nacionalno isključivih povjesničara (kod svih naroda gdje su se pojavili) narav spomenika prisvoji samo za svoju nacionalnu zajednicu, no riječ je o pojavi koja se proteže preko više krajeva. Pod njima su pokapani mrtvi i kod katolika i kod pravoslavaca i kod vjernika Crkve bosanske. Štoviše, i muslimani su prihvatili ovaj način pokapanja mrtvih u 15. stoljeću, dolaskom u regiju. Bilizi su bili usprkos svemu slabije istraženi i dosta su složenija pojava, koja na se vezuje ranije tradicije (ranosrednjovjekovne, starovjekovne, možda čak i prapovijesne) s konkretnim prostorom i vremenom srednjeg vijeka. Često se spominje oko 70.000 sačuvanih spomenika sveukupno, no čini se da je broj dosta veći.
Smatra se da su koštali kao iznadprosječna plaća.

## Povijest
Pojavili su se u drugoj polovici 12. stoljeća, doživjeli vrhunac u 14. i 15. stoljeću, te su se postupno prestali proizvoditi do sredine 16. stoljeća.
Prvi put stećci se spominju u putopisu Slovenca Benedikta Kuprešića 1530. godine. No, upravo u to vrijeme je došlo do prekida običaja sahranjivanja ispod njih, nakon kratkotrajnog razdoblja konfesijskog razlikovanja spomenika, pa čak i pojave hibridnih muslimanskih stećaka-nišana, po osmanskoj okupaciji Kraljevine Bosne i Hercegovine (1463. i 1488.).
U proučavanju stećaka ističu se brojni povjesničari i arheolozi kao što su: Ćiro Truhelka, Marko Vego, Alojz Benac, Šefik Bešlagić, Dubravko Lovrenović, Nada Miletić i Krešimir Kužić.
Dana 2. studenog 2009. godine, ministarstva kulture zemalja Bosne i Hercegovine, Hrvatske, Srbije i Crne Gore su zajednički nominirala stećke za uspis na UNESCO-ov popis mjesta svjetske baštine, kao svoju zajedničku baštinu.
Među članovima stručnoga tima zaslužnog za uvrštenje stećaka na UNESCO-ov Popis svjetske baštine bio je Ivan Alduk.
Stećci, jedinstven primjer srednjovjekovnih nadgrobnih spomenika, poslije sedam godina rada na tom projektu, upisani su na Listu svjetske baštine UNESCO-a (Organizacija Ujedinjenih naroda za obrazovanje, znanost i kulturu). Tako je 15. srpnja 2016. odlučio odbor UNESCO-a na zasjedanju u Istanbulu.

## Odlike
Dijele se dijele na položene (sanduci, ploče i najčešći sljemenjaci u obliku sarkofaga), koji su u većini, i uspravne (stupovi, stele i krstače).
Obično su ukrašeni srednjovjekovnim simbolima koji su uklesani kao plitki, ili rjeđe ucrtani reljef. Motivi su vjerski (križ, ljiljan, polumjesec, prsten i sl.) ili svjetovni (ples, lov, viteški turniri i sl.), koji se miješaju i nadupunjuju. U cijelosti, ornamentacija stećaka otkriva svjest i senzibilitet cijelog razdoblja i ljudi koji su bili uključeni u njihovo stvaranje, ali i pokojnika čije su želje često štovane prilikom rezbarenja, što se otkriva iz nekoliko izvora.
Najviše podataka za povjesničare daju natpisi na hrvatskoj ćirilici koji odlikuju manji broj stećaka (njih oko 5000). Natpisi govore o različitim društvenim slojevima koji su pokapani ispod njih, a i njihovim različitim vjerskim pripadnostima (Crkva Bosanska, Katolička Crkva, Pravoslavna Crkva). 
Pored regionalnih razlika u oblikovanju i ukrašavanju, ali i kvaliteti klesanja, stećci su obično koncentrirani u skupinama od nekoliko obiteljskih stećaka, groblja cijelog klana s oko 30-50 stećaka, do velikih seoskih grobalja s nekoliko stotina stećaka.
U 3162 zabilježenih nekropola u bivšoj Jugoslaviji do 1979. godine registrirano je 69.356 spomenika tog tipa, od toga je u BiH na 2687 mjesta zabilježeno 59.593, u Hrvatskoj oko 4447, u Crnoj Gori oko 3049 i oko 2267 u Srbiji. Od ukupnog broja, na području općine Nevesinje zabilježeno je 3884, Konjic 3018 stećka, Livno 2494, Trebinje 2406, Rogatica 2628, Stolac 2319, itd.
Najpoznatija je nekropola Radimlja kod Stoca, a ostale znamenite su Grčka glavica kod Konjica, Dugo polje na Blidinju (Jablanica), Boljuni kod Stoca, Ravanjska vrata na Kupresu, Velika i Mala Crljivica (Cista Velika, Hrvatska), Novakovići u Nacionalom parku Durmitor (Crna Gora), te Mramorje u mjestu Perućac (Bajina Bašta,Srbija).
Najslavniji pojedinačni stećak je Zgošćanski stećak, nađen u okolici Kaknja, koji se nalazi u Zemaljskom muzeju u Sarajevu, a čiji se sedreni odljev nalazi u Gliptoteci HAZU-a u Zagrebu. 
Klesari stećaka su nosili naziv „kovač” ili „dijak” (pisari), a najpoznatiji su bili Grubač i Semorad iz okolice Stoca.

## UNESCO-ova svjetska baština
Pod nazivom „Stećci, srednjovjekovni nadgrobni spomenici”, UNESCO je zaštitio 30 lokaliteta grobalja s regionalno jedinstvenim stećcima u Bosni i Hercegovini, Hrvatskoj, Crnoj Gori i Srbiji. Ova groblja koja datiraju od 12. do 16. stoljeća posjeduju stećke isklesane raznim dekorativnim motivima koji predstavljaju ikonografski kontinuitet sa srednjovjekovnom Europom, ali i lokalne tradicije. Zaštićeni lokaliteti su:
| ID       | Ime                                    | Lokacija                           | Koordinate                                               | Odlike |
| -------- | -------------------------------------- | ---------------------------------- | -------------------------------------------------------- | ------ |
| 1504-001 | Radimlja                               | Stolac (Bosna i Hercegovina)       | 43°05′32″N 17°55′26″E / 43.09222°N 17.92389°E            |        |
| 1504-002 | Grčka glavica u selu Biskup (Konjic)   | Konjic (Bosna i Hercegovina)       | 43°29′48″N 18°7′18″E / 43.49667°N 18.12167°E             |        |
| 1504-003 | Kalufi u mjestu Krekovi                | Nevesinje (Bosna i Hercegovina)    | 43°18′47.5″N 18°11′47.3″E / 43.313194°N 18.196472°E      |        |
| 1504-004 | Borak u selu Burati                    | Rogatica (Bosna i Hercegovina)     | 43°50′13″N 18°53′4.05″E / 43.83694°N 18.8844583°E        |        |
| 1504-005 | Maculje                                | Novi Travnik (Bosna i Hercegovina) | 44°03′2″N 17°40′30″E / 44.05056°N 17.67500°E             |        |
| 1504-006 | Dugo polje, Blidinje                   | Jablanica (Bosna i Hercegovina)    | 43°39′47.6″N 17°32′35″E / 43.663222°N 17.54306°E         |        |
| 1504-007 | Gvozno                                 | Kalinovik (Bosna i Hercegovina)    | 43°33′27.6″N 18°26′18″E / 43.557667°N 18.43833°E         |        |
| 1504-008 | Grebnice, Radmilovića Dubrava, Baljci, | Bileća ([Bosna i Hercegovina)      | 42°54′16.5″N 18°27′52″E / 42.904583°N 18.46444°E         |        |
| 1504-009 | Bijača                                 | Ljubuški (Bosna i Hercegovina)     | 43°7′27″N 17°35′22.5″E / 43.12417°N 17.589583°E          |        |
| 1504-010 | Olovci                                 | Kladanj (Bosna i Hercegovina)      | 44°17′16″N 18°38′52″E / 44.28778°N 18.64778°E            |        |
| 1504-011 | Mramor, Musići                         | Olovo (Bosna i Hercegovina)        | 45°06′26″N 18°31′15″E / 45.10722°N 18.52083°E            |        |
| 1504-012 | Stare kuće, Donje Breške               | Tuzla (Bosna i Hercegovina)        | 44°36′50″N 18°39′52″E / 44.61389°N 18.66444°E            |        |
| 1504-013 | Kučarin, Hrančići                      | Goražde (Bosna i Hercegovina)      | 43°40′57.3″N 18°45′34″E / 43.682583°N 18.75944°E         |        |
| 1504-014 | Boljuni                                | Stolac (Bosna i Hercegovina)       | 43°1′40.38″N 17°52′29.36″E / 43.0278833°N 17.8748222°E   |        |
| 1504-015 | Dolovi u selu Umoljani                 | Trnovo (Bosna i Hercegovina)       | 43°39′18.5″N 18°14′13.24″E / 43.655139°N 18.2370111°E    |        |
| 1504-016 | Luburića polje                         | Sokolac (Bosna i Hercegovina)      | 43°7′28.34″N 18°50′34.45″E / 43.1245389°N 18.8429028°E   |        |
| 1504-017 | Potkuk, Bitunja                        | Berkovići (Bosna i Hercegovina)    | 43°6′3.86″N 18°7′44.24″E / 43.1010722°N 18.1289556°E     |        |
| 1504-018 | Mramorje, Buđ                          | Pale (Bosna i Hercegovina)         | 43°49′4.44″N 18°45′35.53″E / 43.8179000°N 18.7598694°E   |        |
| 1504-019 | Bečani                                 | Šekovići (Bosna i Hercegovina)     | 44°19′40.09″N 18°50′41.78″E / 44.3278028°N 18.8449389°E  |        |
| 1504-020 | Mramor, Vrbica                         | Foča (Bosna i Hercegovina)         | 43°23′24.99″N 18°56′34.99″E / 43.3902750°N 18.9430528°E  |        |
| 1504-021 | Čengića Bara                           | Kalinovik (Bosna i Hercegovina)    | 43°25′14.83″N 18°24′7.24″E / 43.4207861°N 18.4020111°E   |        |
| 1504-022 | Ravanjska vrata                        | Kupres (Bosna i Hercegovina)       | 43°51′47.1″N 17°18′45.57″E / 43.863083°N 17.3126583°E    |        |
| 1504-023 | Velika i Mala Crljivica                | Cista Velika (Hrvatska)            | 43°30′55.28″N 16°55′37.9″E / 43.5153556°N 16.927194°E    |        |
| 1504-024 | St. Barbara, Dubravka                  | Konavle (Hrvatska)                 | 42°32′0.42″N 18°25′20.57″E / 42.5334500°N 18.4223806°E   |        |
| 1504-025 | Grčko groblje                          | Žabljak (Crna Gora)                | 43°5′41.34″N 19°8′57.06″E / 43.0948167°N 19.1491833°E    |        |
| 1504-026 | Bare Žugića                            | Žabljak (Crna Gora)                | 43°6′0.456″N 19°10′0.087″E / 43.10012667°N 19.16669083°E |        |
| 1504-027 | Grčko groblje                          | Plužine (Crna Gora)                | 43°20′30.18″N 18°51′0.437″E / 43.3417167°N 18.85012139°E |        |
| 1504-028 | Mramorje, Perućac                      | Bajina Bašta (Srbija)              | 43°57′28″N 19°25′49″E / 43.95778°N 19.43028°E            |        |
| 1504-028 | Mramorje, Rastište                     | Bajina Bašta (Srbija)              | 43°56′45″N 19°21′13″E / 43.94583°N 19.35361°E            |        |
| 1504-028 | Grčko groblje, Hrta                    | Prijepolje (Srbija)                | 43°17′56″N 19°37′28″E / 43.29889°N 19.62444°E            |        |

## Poveznice
- Umjetnost Bosne i Hercegovine
- Povijest Bosne i Hercegovine
- Jezik u predosmanskome razdoblju
- Likovna umjetnost u Hrvatskoj
- Hačkari, armenski nadgrobni spomenici

## Vanjske poveznice
- Virtualni katalog stećaka u Zemaljskom muzeju BiH u Sarajevu
- Karta stećaka
- Dubravko Lovrenović, Stećci su interkonfesionalni
- Članak o Crkvi bosanskoj s poglavljem o stećcima
- Stećci - jedinstvena i zadivljujuća baština  Arhivirana inačica izvorne stranice od 4. studenoga 2012. (Wayback Machine)
- Crteži motiva sa stećaka
- Radionice stećaka u Imotskoj krajini I  Arhivirana inačica izvorne stranice od 18. travnja 2017. (Wayback Machine)
- Radionice stećaka u Imotskoj krajini II  Arhivirana inačica izvorne stranice od 4. studenoga 2016. (Wayback Machine)
- Stazama stećaka, Katalog projekta HER.CUL Researchgate.net